# Карабазівка
Карабазівка — село в Україні, в Опішнянській селищній громаді Полтавського району Полтавської області. Населення становить 163 осіб. Орган місцевого самоврядування — Опішнянська селищна рада.

## Географія
Село Карабазівка знаходиться на правому березі річки Ворскла, вище за течією на відстані 2 км розташоване село Міські Млини, на протилежному березі — село Лихачівка. Річка в цьому місці звивиста, утворює лимани, стариці та заболочені озера. До села прилягають лісові масиви (дуб, в'яз).
Поруч проходить автомобільна дорога Н12 та Т 1701.

## Історія
1859 року у козачому селі Карабазівка (інша назва — Лукашівка) нараховувалось 58 дворів та 343 жителі — 165 чоловічої та 178 жіночої статей.
Жертвами голодомору 1932—1933 років стало 64 особи.
У часи німецько-радянської війни із Карабазівки було вивезено до Німеччини, а згодом убито дві односельчанки.

## Населення

### Мова
Розподіл населення за рідною мовою за даними перепису 2001 року:
| Мова            | Кількість | Відсоток |
| --------------- | --------- | -------- |
| українська      | 160       | 98.16%   |
| російська       | 2         | 1.23%    |
| інші/не вказали | 1         | 0.61%    |
| Усього          | 163       | 100%     |

## Відомі люди
В Карабазівці народився учасник Німецько-радянської війни, Герой Радянського Союзу Романченко Іван Юхимович (1923—1988).

## Галерея
|                |
| Стариця в селі |